# Доисторическая Малайзия

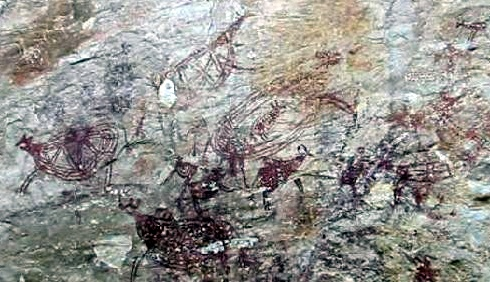
Пещерные рисунки в Тамбуне, около 2000 лет назад, Ипох, Перак, Малайзия.

Доисторический период в истории Малайзии восходит ко времени около 200 000 лет назад. К этому времени относятся каменные орудия питекантропов, обнаруженные в Букит-Ява, археологическом памятнике близ г. Ленггонг в штате Перак.

## Верхний палеолит — мезолит (60 000—10 000 лет назад)
Первыми на территорию Малайзии пришли носители австралоидной расы (негритосы), занимавшиеся охотой и собирательством. Их потомки, лесные племена охотников-собирателей семангов, известные как «оранг-асли» (изначальные люди), до настоящего времени живут в материковой Малайзии, а родственные им «бумипутра» (сыновья почвы) — в островных регионах Саравак и Сабах.
В пещерах Ниа в Сараваке обнаружены древнейшие останки человека в Малайзии, датируемые около 40 000 лет назад. Человек из Ниа имел рост 1,4 м, череп грацильный без лобного и затылочного рельефа, что вполне логично для пигмейских групп меланезоидов типа негрито. Скелеты из пре-неолитических слоёв пещеры Ниа (древнее 5 тыс. л. н) похожи на меланезийцев, скелеты из неолитических слоёв пещеры Ниа (2,5 тыс. л. н.) более монголоидны и могут быть предками даяков.

## Неолит (10 000—5000 лет назад)
По мнению антропологов, предки современных малайцев, мореплаватели, пришли в Малайзию с территории современной китайской провинции Юньнань, вытеснив в горы аборигенов-негрито. В это время люди научились одеваться, готовить на огне пищу, охотиться сложными каменными орудиями.
Археологические находки в долине Ленггонг в Пераке показывают, что люди того времени изготавливали каменные орудия и создавали украшения.
Наиболее ранний человеческий скелет на территории континентальной Малайзии — Перакский человек — имеет возраст 11 тыс. лет, а Перакская женщина — 8000 лет. Они обнаружены в Ленггонге (Перак). Место их находок было мастерской по изготовлению каменных орудий, таких, как кресала и каменные молоты. Также в Пераке найдены рисунки в пещере Тамбун.

## Теория миграции протомалайцев из Юньнань
В поддержку миграции протомалайцев с территории китайской провинции Юньнань выступил ряд учёных (R.H Geldern, J.H.C Kern, J.R Foster, J.R Logen, Slametmuljana, Asmah Haji Omar). По их мнению, протомалайцы (Melayu asli) обладали прежде всего аграрными навыками, тогда как прибывшие около 1500 г. до н. э. «вторичные малайцы» были рыболовами и мореплавателями. В ходе миграции обе волны смешались с населением лежающих к югу от Малайзии островов, а также с аборигенами австралоидного происхождения.
Среди свидетельств в поддержку этой теории:
- каменные орудия, обнаруженные на Малайском архипелаге, аналогичны центральноазиатским.
- сходство обычаев малайцев и ассамцев.
- сходство малайского языка с кхмерским.

## Бронзовый век и вторая волна миграции
В это время в Малайзию прибывают новые группы людей, включая мореплавателей. Малайский полуостров становится перекрёстком древней морской торговли. Среди мореплавателей, которые прибывали к берегам Малайзии, были выходцы из Индии, Египта, Ближнего Востока, яванцы и китайцы. Птолемей назвал Малайзию «Золотой Херсонес».
Современное население Малайзии образовалось в результате смешанных браков между колонистами Камбуджа (индуистами и буддистами по вере), торговцами из южного Китая, индо-персидскими пришельцами, мигрировавшими вдоль средневековых торговых путей, с местными аборигенами-негрито и протомалайцами австронезийского происхождения. При этом малайский язык постепенно вытеснил все прочие языки.

## Дельта Меконга

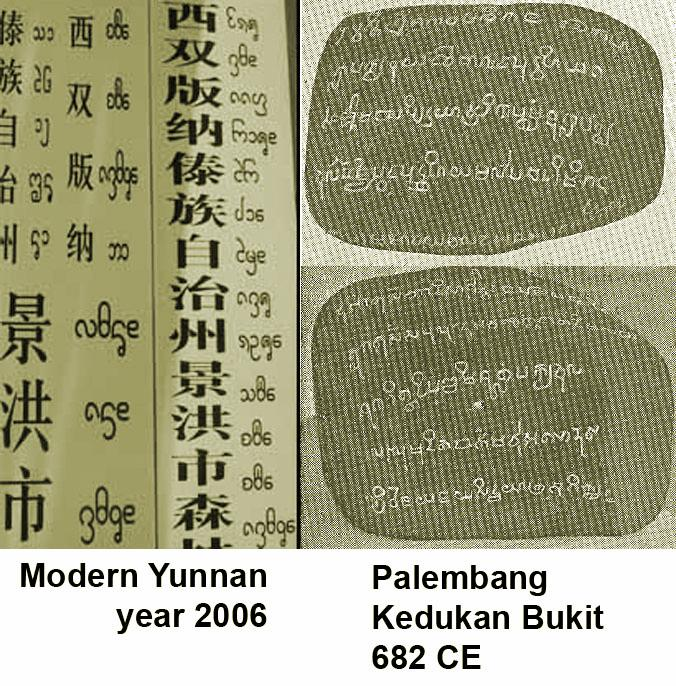
Door frame of Yunnan 2006 and ancient Malay text found at Palembang’s Kedukan Bukit 682 CE.

Археологические свидетельства указывают, что жители Камбоджи в это время находились на уровне неолита. Более развитые группы, обитавшие вдоль побережья, практиковали ирригацию для выращивания риса, а позднее овладели обработкой железа и бронзы и навигацией. Предполагается, что основная масса современного населения Юго-Восточной Азии происходит от них. Об этом говорят многочисленные изоглоссы между малайским и тямским языками.